# Alejandro Santo Domingo Davila

Alejandro Santo Domingo Davila (2024)

Alejandro Santo Domingo Davila (* 13. Februar 1977 in New York City) ist ein US-kolumbianischer Unternehmer. Mit 8,59 Mrd. US-Dollar Vermögen gilt er 2020 als reichster Kolumbianer.

## Leben

### Herkunft
Er ist der zweite Sohn aus zweiter Ehe von Julio Mario Santo Domingo mit der Kolumbianerin Beatriz Davila. Er besuchte die Hotchkiss School in den USA und absolvierte einen Bachelor in Geschichte an der Harvard University. Er verwaltet das Vermögen sowie auch das der Familie Santo Domingo mit der kolumbianischen Unternehmensgruppe Valorem als Präsident.
Er ist Geschäftsführer von Quadrant Capital Advisors Inc. in New York City, Mitglied des Vorstands von Anheuser-Busch InBev, Vorsitzender der Bavaria S.A., Vorstandsmitglied von Backus & Johnston SAA in Peru, Direktor von Caracol Televisión und der Fundación Mario Santo Domingo.

### Karriere
Seit dem Tod seines Vaters im Jahre 2011 leitet er das Familienunternehmen Valorem und sitzt außerdem im Vorstand des Metropolitan Museum of Art. Der Santo Domingo-Clan besitzt massive Beteiligungen am Bierriesen AB InBev, an Chiles Bank Itaú CorpBanca, Brasiliens Bank BTG Pactual und Spaniens Immobilienfirma Colonial sowie mehreren Hundert anderen Unternehmen in Kolumbien, wie z. B. Caracol TV, El Espectador. Nach Angaben des US-amerikanischen Portals Bloomberg gehört er 2017 mit 15,6 Mrd. Dollar zu den reichsten Kolumbianern.

### Privatleben
Im Juli 2015 war seine Verlobung mit Charlotte Anne Wellesley (* 8. Oktober 1990), Tochter von Charles Wellesley, 9. Herzog von Wellington und Prinzessin Antonia, Herzogin von Wellington und Ur-Ur-Enkelin des späten deutschen Kaisers Wilhelm II. Sie wurden am 28. Mai 2016 in Íllora, in der Nähe von Granada in Spanien getraut. Santo Domingo hat die amerikanische, kolumbianische und spanische Staatsangehörigkeit.